# ACeS
ACeS lub PT Asia Cellular Satellite – dawne indonezyjskie przedsiębiorstwo telekomunikacyjne z siedzibą w Dżakarcie, które zajmowało się telefonią satelitarną. Działało do 2014 roku. 

## Zasięg usług
Obszar zasięgu obejmował kilka krajów azjatyckich: Indonezję, Malezję, Tajlandię, Filipiny, Sri Lankę, Wietnam, Chiny i Indie. Firma obsługiwała satelitę Garuda 1, wystrzelonego 12 lutego 2000 roku. 
ACeS powstało w wyniku joint venture następujących firm: 
- PT Pasifik Satelit Nusantara(inne języki) (PSN),
- Lockheed Martin Global Telecommunication (LMGT),
- Jasmine International Overseas Ltd z Tajlandii,
- Philippine Long Distance Telephone Co. (obecnie PLDT).

Usługi ACeS były oferowane przez przez kilku głównych dostawców krajowych i kilkunastu dystrybutorów.

## Historia działalności
Satelita rozpoczął działalność pod nazwą GE Aerospace w East Windsor (New Jersey). W 1993 roku grupa została sprzedana firmie Martin Marietta, jednak w 1995 roku Martin Marietta połączył się z Lockheed, tworząc Lockheed Martin. W związku z tym prace przeniesiono do Sunnyvale w Kalifornii.
Satelita i większość operacji sieciowych były kontrolowane przez ACeS Network Control Center na indonezyjskiej wyspie Batam. NSP obsługiwały stacje naziemne, które zapewniały połączenia z naziemnymi sieciami telefonicznymi.
ACeS-owi przypisano wirtualny kod kraju +88220 – kod International Networks, a nie kod GMSS, ponieważ ten system nie działa na skalę globalną. Firma dostarczała głównie jeden typ telefonu, Ericsson R190, który miał wiele zbliżonych komponentów do modelu GH688. R190 to telefon satelitarny, który jednocześnie obsługuje standard GSM – automatycznie przełącza się na tryb satelitarny, gdy naziemna sieć GSM nie jest dostępna. Akceptuje standardowe karty SIM GSM, a ponieważ ACeS miało międzynarodowe umowy roamingowe z wieloma sieciami GSM na całym świecie, telefonu można używać praktycznie w każdym kraju. Telefon obsługuje większość standardowych usług, takich jak przekierowywanie połączeń i oczekiwanie na połączenie, ale nie obsługuje SMS-ów w trybie satelitarnym. Upadek działalności telefonii komórkowej Ericssona w 2001 roku sprawił, że ACeS nie miało już innego telefonu dostępnego do zaoferowania swoim klientom. Gdy Ericsson opuścił branżę telefonii komórkowej, produkcja modelu R190 była kontynuowana przez ACeS, a urządzenie przemianowano na ACeS R190. Ponadto firma ACeS opracowała wersję telefonu stacjonarnego, ACeS FR-190, która umożliwiła wielu wioskom i obszarom wiejskim w całej Azji dostęp do podstawowych usług telefonicznych.
W założeniu sieć ACeS została zaprojektowana tak, aby obsługiwać do 2 milionów abonentów. Jej celem były rynki nieobsługiwane przez regularne naziemne sieci komórkowe, takie jak obszary wiejskie oraz takie branże jak leśnictwo, górnictwo i przemysł morski. Jednak sprzedaż rosła powoli i po pięciu latach działalności ACeS miała mniej niż 20 tys. abonentów. Firmie nie udało się przyciągnąć większej liczby klientów i ostatecznie wielu uznało ją za komercyjną porażkę. W 2014 roku ACeS całkowicie zaprzestało działalności.